# (8373) Stephengould
(8373) Stephengould (1992 AB) – planetoida należąca do zewnętrznej części pasa głównego planetoid okrążająca Słońce w ciągu 5 lat i 346 dni w średniej odległości 3,28 au. Została odkryta 1 stycznia 1992 roku w Obserwatorium Palomar przez Carolyn Shoemaker i Eugene'a Shoemakera. Nazwa planetoidy pochodzi od Stephena Jaya Goulda (ur. 1941), biologa, geologa i historyka nauk na Harvardzie. Przed nadaniem nazwy planetoida nosiła oznaczenie tymczasowe (8373) 1992 AB.

## Księżyc planetoidy
4 maja 2010 roku zidentyfikowano naturalnego satelitę tej planetoidy, którego średnicę oszacowano na około 1,5 km. Krąży on w średniej odległości około 16 km od (8373) Stephengould, okres obiegu to 34,15 godziny.